# Robert Palmer (Musikkritiker)
Robert Franklin Palmer Jr. (* 19. Juni 1945 Little Rock, Arkansas; † 20. November 1997 in New York City, New York) war US-amerikanischer Musikkritiker der 1970er bis 1990er Jahre, der vor allem durch seine musikjournalistische Arbeit für die New York Times und den Rolling Stone bekannt wurde, zudem durch seine Produzententätigkeit im Bereich der Blues-Musik und seine Untersuchung Deep Blues. Außerdem war er Universitätsdozent für Musikethnologie, Musikhistoriker, Drehbuchautor, Musikregisseur, Berater für Musikdokumentationen und in den 1960er Jahren Klarinettist und Saxophonist der Band The Insect Trust.

## Jugend und frühe Musikkarriere
Palmer, dessen Familie zur weißen Mittelschicht gehörte, wuchs in Little Rock, Arkansas, auf und entwickelte schon früh eine Zuneigung für die verschiedenen Musikstile. In einer Umgebung, die noch durch die Rassentrennung der frühen 1960er Jahre geprägt war, trat er als Teenager als semi-professioneller Saxophonspieler lokaler Bands sowohl bei gesellschaftlichen Anlässen und in den Honky Tonk-Bars der weißen Bevölkerung auf, als auch in den Juke Joints, die in erster Linie von der afro-amerikanischen Bevölkerung betrieben und frequentiert wurden.
Im Jahr 1964 begann Palmer ein Studium an der Little Rock University (später in University of Arkansas at Little Rock umbenannt), machte als Redakteur der Campuszeitung erste journalistische Erfahrungen und engagierte sich in der Bürgerrechts- und Friedensbewegung des Student Nonviolent Coordinating Committee.

## The Insect Trust
Nach seinem Abschluss zog Palmer 1967 nach New York, wo er zunächst für das Go Magazine schrieb und mit den Musikern Nancy Jeffries, Bill Barth und Luke Faust die Band The Insect Trust gründete, deren Name durch eine Formulierung in William S. Burroughs’ Roman Naked Lunch inspiriert war. Charakteristisch für den Musikstil der Band, in der Palmer Klarinette und Alt-Saxophon spielte, war eine psychedelisch anmutende Mischung aus Prog Rock, Jazz, Folk, Blues und Rock and Roll. Zunächst pendelten die Bandmitglieder zwischen ihrem Wohnsitz Hoboken und Memphis (Tennessee), wo sie das Memphis Country Blues Festival mitbegründeten, organisierten und auf dem sie auch jährlich bis 1970 auftraten.
Die Band veröffentlichte schließlich 1968 ihr erstes, gleichnamiges Album für Capitol Records, 1970 folgte dann ihr zweites und letztes Album Hoboken Saturday Night, das unter anderem den Song The Eyes of a New York Woman enthielt, dessen Text vom Schriftsteller Thomas Pynchon zunächst eher unfreiwillig beigetragen wurde. Pynchon, einer der bedeutendsten Vertreter der literarischen Postmoderne, wollte die Band zunächst verklagen, fand aber schließlich solchen Gefallen an dem Song, dass er seinen Widerstand aufgab. Auf diesem Album sind außerdem der Multi-Instrumentalist Pharoah Sanders und der Jazz-Schlagzeuger Elvin Jones zu hören, beides langjährige musikalische Gefährten von John Coltrane.
Die ungewöhnliche Mischung ihrer Musik wurde von der Kritik gut aufgenommen, war jedoch zu speziell, um kommerziell erfolgreich zu sein. Die Spannungen zwischen den Bandmitgliedern nahmen schließlich zu. Obwohl man unter anderem als Vorgruppe für Frank Zappa, Santana und The Doors spielte, lösten sich The Insect Trust kurze Zeit später auf, nachdem man mit dem Gitarristen Bill Barth, den man wegen seiner Drogenprobleme aus der Band geworfen hatte, auch die treibende Kraft der Band verloren hatte.

## Zusammenarbeit mit Ornette Coleman
Palmer, der ein guter World-Music-Kenner war, machte 1972 den Free-Jazz-Pionier und Saxophonisten Ornette Coleman mit der traditionellen Sufi-Musik der Master Musicians of Jajouka bekannt, die er kurz zuvor in Jajouka, Marokko aufgezeichnet hatte. Coleman war von Palmers gemeinsamen Aufnahmen mit den Master Musicians sofort begeistert und so beeindruckt, dass er Palmer drängte, unverzüglich mit ihm und einigen Tontechnikern nach Marokko zu reisen, um Material für eine Platte aufzunehmen. Obwohl die gemeinsamen Aufnahmen im Januar 1973, die Palmer und Coleman zu einer Doppel-LP zusammengestellt hatten, größtenteils unveröffentlicht blieben, da sich Colemans Plattenfirma Columbia Records kurzfristig dazu entschlossen hatte, Coleman und andere in ihren Augen eher unprofitable Jazzmusiker wie Charles Mingus oder Bill Evans zu entlassen, ließ sich Coleman von in Marokko gemachten Erfahrungen auf musikalischer Ebene stark beeinflussen und ließ zumindest einen kleinen Teil der Aufnahmen – mit Palmer an der Flöte und Klarinette – 1977 auf der LP Dancing In Your Head veröffentlichen.

## Musikwissenschaftler, Autor und Produzent
Palmers enzyklopädisch anmutende Kenntnis zahlreicher Künstler und eines breiten Spektrums von Musikstilen machte ihn zu einem gefragten Autor im Bereich der Musikkritik und -geschichte. Er veröffentlichte neben Büchern über Blues und Rockmusik Beiträge in Tageszeitungen, Magazinen und musikwissenschaftlichen Werken.
Palmer erhielt zudem Gelegenheit, sein musikgeschichtliches Wissen an verschiedenen Universitäten und Colleges zu vermitteln; so hielt er beispielsweise an der Yale University, der Carnegie-Mellon University, dem Smithsonian Institute, dem Bowdoin und Brooklyn College und ab 1988 an der University of Mississippi Vorlesungen über American Music und Musikethnologie ab.
Anfang der siebziger Jahre übernahm Palmer eine Stelle als Redakteur beim Rolling-Stone-Magazin, bevor er von 1976 bis 1988 als erster in Vollzeit beschäftigter Kritiker für Pop- und Rockmusik der New York Times fungierte und sich so große Bekanntheit und die Wertschätzung vieler Leser und Musiker erarbeitete.
Im Laufe der Jahre verfasste er außerdem Liner Notes für Dutzende von Alben, dabei handelt es sich um einleitende Texte zu einem Album bzw. Künstler, die früher oft – auch mehrspaltig – auf die Rückseite von Schallplatten gedruckt wurden und sich heute noch teilweise in CD-Booklets finden lassen. Zu den betreffenden Künstlern gehörten neben vielen anderen Sam Rivers, Charles Mingus, Miles Davis, Yoko Ono, John Lee Hooker, Duke Ellington, Albert King, Ray Charles, Ornette Coleman und die Master Musicians of Joujouka.
Als sein wichtigstes und bestes Buch gilt das 1982 erschienene Deep Blues, eine geschichtliche Analyse der Blues-Musik, in der Palmer die Entwicklung des Blues von seinen ländlichen akustischen Wurzeln des Mississippi-Deltas hin zum elektrischen, urbanen Blues im Detroit und Chicago des 20. Jahrhunderts nachzeichnet. Der gleichnamige Dokumentarfilm, dessen Drehbuch Palmer ebenfalls schrieb und den er 1990/91 zusammen mit dem Ex-Eurythmics-Mitglied und Blues-Fan Dave Stewart produzierte, beschäftigte sich in erster Linie mit dem Blues des North Mississippi Hill Countrys, der Musik des nördlichen Hügellandes der Mississippi-Region, der im Vergleich zum Delta Blues eher unbekannt war.
Anfang der 1990er Jahre wandte Palmer, dessen Gesundheit zunehmend angegriffen war, sich einigen Projekten zu, die ihm besonders am Herz lagen. Neben den Filmprojekten Deep Blues und der erwähnten John-Coltrane-Biographie begann er sich auch in der Produktion von Blues-Alben zu engagieren. Für das von ihm mitgegründete Fat Possum-Label produzierte er unter anderem Künstler wie R.L. Burnside und Junior Kimbrough, deren Musik er schon in Deep Blues vorgestellt hatte. Der raue Country Blues der Juke Joints, den diese verkörperten, hatte bei anderen Labels einen schweren Stand, da er zu wenig kommerziell verwertbar erschien. Palmers eigenwillige Produktionen verhalfen dem Label jedoch zu einiger Aufmerksamkeit und den schon über sechzigjährigen Künstlern Burnside und Kimbrough zu später überregionaler und internationaler Bekanntheit.
Sein 1995 veröffentlichtes Buch Rock & Roll: an Unruly History diente als Grundlage für die zehnteilige Dokumentation History of Rock and Roll, einer amerikanisch-britischen Koproduktion der Sender BBC und PBS, bei deren Dreharbeiten er auch als Berater tätig war. Die Qualität des Buches als auch der Serie ist umstritten. Während einige Kritiker diese als relativ unzusammenhängend und lückenhaft bezeichneten, betonte Palmer, dass es sich um kein umfassendes Werk handeln solle, sondern lediglich um eine subjektive Auswahl wichtiger Meilensteine des Genres.

## Krankheit und Tod
Ende 1997, kurz nach Ausstrahlung der zehnteiligen Fernsehserie über die Geschichte des Rock & Roll, verschlimmerten sich Palmers gesundheitliche Probleme erheblich. Es handelte sich um die Nachwirkungen einer zunächst nicht diagnostizierten Gelbsucht, die er sich bereits 1985 zugezogen hatte. Da er, wie viele Musiker und Autoren in den USA, über keine ausreichende Krankenversicherung verfügte, um die erwarteten Kosten einer Lebertransplantation in Höhe von ca. 100.000 US-Dollar zu finanzieren und ihm deswegen in New Orleans, wo er seit 1993 mit seiner Frau lebte, eine weitere Behandlung verweigert worden war, stellten sich befreundete Musiker wie Patti Smith, Sonic Youth, Yoko Ono, Alex Chilton, Allen Toussaint, Tony Joe White und Junior Kimbrough für Benefizkonzerte unter anderem in New York, New Orleans und Palmers zeitweiligem Wohnort und Geschäftssitz von Fat Possum Records, Oxford, Mississippi, zur Verfügung.
Palmer verstarb jedoch am 20. November 1997 in New York im Alter von 52 Jahren in Erwartung einer geeigneten Transplantationsleber. Palmers Witwe JoBeth Briton gründete kurz darauf eine Stiftung namens Robert Palmer Fund for Artists' Aid zur Unterstützung von Künstlern in vergleichbaren Notlagen.
Im Jahr 2002 wurde er postum in die Jazz Hall of Fame seines Heimatstaates Arkansas aufgenommen.

## Werkauswahl

### Bücher
- Deep Blues: A Musical and Cultural History of the Mississippi Delta. New York 1995, Penguin Books, ISBN 0-14-006223-8 (Erstauflage ebenda 1981) (Blues Hall of Fame Kategorie:Classics of Blues Literature 1984).
- Rock & Roll: die Geschichte einer Kulturrevolution. 1997, ISBN 3-85445-140-7 (englischer Originaltitel: Rock & Roll: an Unruly History, 1995).
- A Tale of Two Cities: Memphis Rock and New Orleans Roll and Deep Blues.
- Mick Jagger und die Stones. Ravensburger, Ravensburg 1988, ISBN 3-473-51854-9 (englischer Originaltitel: The Rolling Stones).

### Musikdokumentationen
- Deep Blues (1991; Drehbuchautor, Musikregisseur und Erzähler: Robert Palmer; Regie: Robert Mugge), im Jahr 1992 für den Grand Jury Prize beim Sundance Film Festival nominiert.
- The World According to John Coltrane (1990; Drehbuchautor und Co-Regie mit Toby Byron).
- History of Rock and Roll (1997), Palmer verfasste das Begleitbuch und war maßgeblicher Berater bei der Umsetzung als Fernsehserie.

### Musik

#### Mit The Insect Trust
- The Insect Trust (1968)
- Hoboken Saturday Night (1970, CD: 2005)

#### Mit Ornette Coleman und den Master Musicians of Joujouka
- Dancing in Your Head (1976, CD: 2000), enthält in der Originalversion von 1976 den Titel Midnight Sunrise von Colemans Reise im Januar 1973 nach Joujouka, auf dem auch Palmer als Flötist und Klarinettist zu hören ist; die CD-Neuauflage enthält zusätzlich eine alternative Version des gleichen Titels, die ebenfalls mit Palmer bei den 3-tägigen Aufnahmesessions in Joujouka aufgenommen wurde.

#### Als Produzent
- Deep Blues – Original Soundtrack (1992, Atlantic Records)
- Junior Kimbrough – All Night Long (1992, Fat Possum)
- Junior Kimbrough – Sad Days, Lonely Nights (1993, Fat Possum)
- R.L. Burnside – Too Bad Jim (1994, Fat Possum)
- CeDell Davis – Feel Like Doin’ Something Wrong (1994, Fat Possum)
- Junior Kimbrough – God Knows I Tried (1998, Fat Possum)